# Nolina micrantha
Nolina micrantha ist eine Pflanzenart der Gattung Nolina in der Familie der Spargelgewächse (Asparagaceae). Ein englischer Trivialname ist „Chaparral Beargrass“.

## Beschreibung
Nolina micrantha wächst stammlos und bildet Horste von 0,6 bis 1 m Durchmesser. Die variablen, grasähnlichen, hellgrünen bis gelbfarbenen, konkav-konvexen Laubblätter sind 50 bis 130 cm lang und 2,5 bis 6 mm breit. Die Blattränder sind gezähnt.
Der in den Blättern kurz verzweigte Blütenstand wird 0,3 bis 0,8 m lang. Die pinkfarbenen Blüten sind 1,5 bis 3,5 mm lang. Die Blühperiode liegt im Juni.
Die in der Reife holzigen, runden Kapselfrüchte sind 3 bis 5,5 mm im Durchmesser. Die braunen, kugelförmigen Samen sind 3 mm im Durchmesser.
Nolina micrantha ist in Europa bis minus 15 °C frosthart. Sie ist kaum bekannt.

## Verbreitung und Systematik
Nolina micrantha ist selten im US-Bundesstaat Texas und in Mexiko in den Bundesstaaten Coahuila und Chihuahua in Höhenlagen von 1200 bis 1900 m verbreitet. Sie wächst in Grasland, auf steinigem Boden und auf flachen Hügeln. Sie ist mit Yucca schidigera und verschiedenen Kakteen-Arten vergesellschaftet.
Nolina micrantha ist Mitglied der Sektion Erumpentes. Das Erscheinungsbild ähnelt Nolina cespitifera, jedoch formt sie größere Klumpen.
Die Erstbeschreibung erfolgte 1943 durch Ivan Murray Johnston.

## Bilder

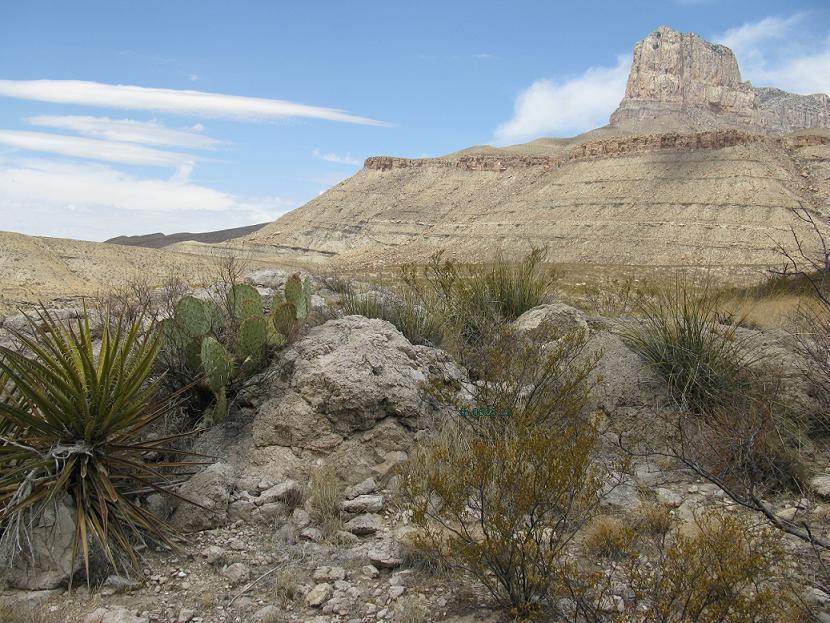
In typischer Landschaft
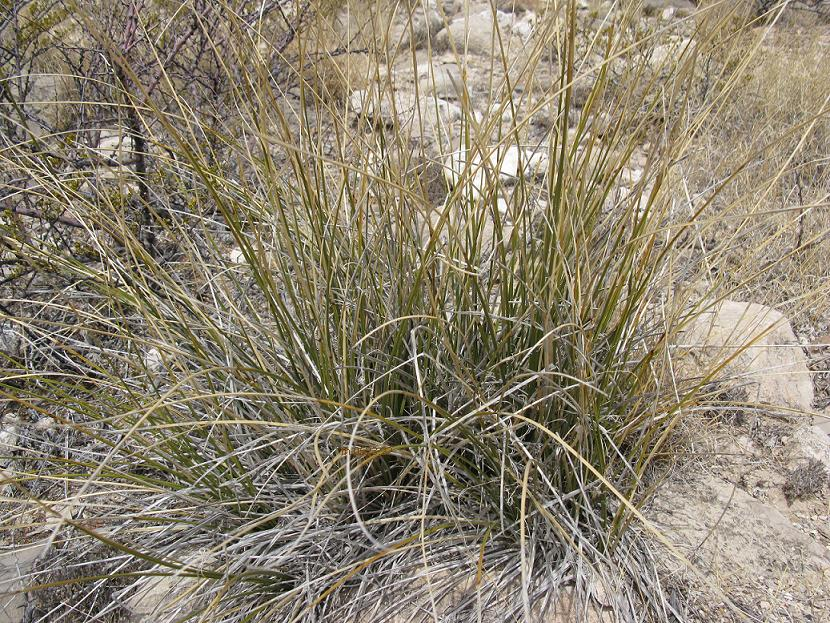
Kleine Gruppe

## Nachweise